# 보잉 737
보잉 737(영어: Boeing 737)은 보잉이 개발한 미국의 협동체 항공기로, 전세계에서 가장 많이 팔린 여객기다. 90인승 제트엔진 여객기로 최초 개발되었으며, 후에 130인승까지 확대 개량되었다.(B737-900 모델은 200명 이상 탑승 가능). DC-9이 장악하고 있던 소형기 시장을 공략하기 위해 보잉이 개발하였다. 보잉 737은 1968년 처음으로 상업 운항을 시작한 이래 저렴한 유지비용으로 현재까지 계속 생산 중인 보잉의 최장수 여객기 롤모델로, 전 세계에서 가장 많이 판매된 베스트셀러 기종이다. 
1998년 이후 글래스 칵핏(glass cockpit) 등의 최첨단 현대 항공 기술을 대폭 도입한 737 NG(Next Generation)라 불리는 737-600/700/800/900 기종이 상업 운항을 개시한 상태이다. 대형화된 737 NG 기종인 737-800/900 모델은 단거리 저수요 노선에서 현재 단종된 보잉 757보다 우수한 연비로 그 수요를 대체하고 있다. 또한 차세대 모델로 737 MAX 기종이 출시되었다.
약칭은 737이며, 737-900ER의 경우 739(ER)이라고 한다. B737은 Winglet(윙렛)과 Non-Winglet(일반) 버전으로 구별되나 항공사에서는 구분없이 B737-800WL이라도 B737WL이 아닌 B737이라고 한다.

## 모델
- 737 오리지널 (-100, -200) : 초기 생산형으로 737 오리지널로 불린다. -100형식은 판매가 저조하였으나, -200형식은 약 1,000대 정도 판매되었다.
- 보잉 737 클래식 (-300, -400, -500) : 2세대 기종으로 1984년에 등장한 개량형으로 737 클래식으로 불린다. 과거 대한민국의 아시아나항공이 운영하다가 현재 퇴역한 기종으로, 이중 몇몇 기체는 에어부산으로 반출됐으나 에어부산 또한 2016년 초에 전량 퇴역하였다.
- 보잉 737 넥스트 제너레이션 (-600, -700,- 800, -900, -900ER) : 3세대 기종으로 통틀어 737 넥스트 제너레이션이라고 불리며 1997년에 생산하기 시작했다. 이 중 -700, -800, -900, -900ER 형식을 대한민국의 대한항공, 진에어, 티웨이항공, 제주항공, 플라이 강원이 보유하고 있다.
- 보잉 737 MAX (-7, -8, -9, -10) : 4세대 기종으로, 엔진은 CFM 인터내셔널이 새로 개발한 LEAP 엔진으로 교체했다. 아메리칸 항공, 사우스웨스트 항공을 비롯해 대한항공 등 다른 항공사도 대량 주문한 것으로 알려졌다. 대한민국에는 이스타항공을 통해 처음으로 도입됐다.

## 군용기
- 대한민국 공군 : 조기경보기 피스아이 E-737로 사용되고 있다.
- 대한민국 해군 : P-8 포세이돈으로, 해군의 대잠초계기로 사용되고 있다.

## 경쟁 기종
- 에어버스 A320 패밀리, A220
- 투폴레프 Tu-154, Tu-204
- 보잉 B717, B727

보잉 737은 보잉의 여객기 기종 중에서 가장 작은 체급이다. 보잉 787-8 (검정), 보잉 보잉 777-300 (분홍), 보잉 767-300 (하늘색), 보잉 737-800 (녹색)

- 맥도널 더글러스 DC-9, MD-80, MD-90
- 코맥 C919

## 같이 보기
- E-737 - 조기경보기 파생형
- P-8 포세이돈 - 737의 대잠초계기 파생형
- 보잉 737 클래식 - 보잉 737 기종 중 300, 400, 500형을 가리키는 파생형의 일종.
- 보잉 737 NG - 보잉 737의 3세대형 기종을 가리키며, 600, 700, 800, 900, 700ER, 900ER 총 6종류로 구성된다.
- 보잉 737 MAX - 보잉 737 NG의 후속 기종이며, 7, 8, 9, 10의 파생형으로 구별된다.